# 리틀 믹스
리틀 믹스(Little Mix)는 영국의 3인조 걸 그룹이다. 2011년 더 엑스 팩터 UK 시즌 8에서 결성됐으며, 더 엑스 팩터 UK 사상 그룹으로서 최초로 우승했다. 우승 후, 사이먼 코웰의 레이블 사이코 뮤직과 계약했다.
2012년 데뷔 음반 DNA를 발매해, 음반은 영국, 미국 등 국가에서 차트 10위 권에 들었다. 미국 내에서는 탑5까지 올라 푸시캣 돌스의 뒤를 이어 데뷔 음반으로 차트 탑5에 든 그룹이 되었다. 또 이 기록으로 미국 내 스파이스 걸스의 차트 기록을 갈아치웠다. 영국에서는 싱글 "Wings"가 싱글 차트 1위를 했다. 2013년, 두 번째 정규 음반 Salute 가 발매되어, 영국과 미국에서 차트 1위에 진입했다. 음반의 싱글 "Move"와 "Salute" 가 영국 싱글 차트에서 5위 권 내에 들었다. 2015년 세 번째 정규 음반 Get Weird를 발매해, 영국에서 이전 음반보다 높은 차트 순위에 올랐다. 음반의 리드 싱글인 "Black Magic" 역시 영국 싱글 차트 1위를 했으며, 2016 브릿 어워드 수상 후보에 지명됐다. 2016년 5월 부로, 리틀 믹스는 영국에서 3개의 플래티넘 인증 정규 음반을 보유하게 됐다. 2016년 11월, 네 번째 정규 음반 Glory Days를 발매했다. 이 음반의 "Shout Out to My Ex"는 2017 브릿 어워드 올해의 싱글상을 수상하였다. 2018년 11월, 다섯 번째 정규 음반 LM5를 발매하였으며, 2019년 6월 싱글 "Bounce Back"를 발매하였다. 이후 2020년 BBC에서 방영하는 "Little Mix: The Search"에서 새로운 그룹과 밴드를 발굴하는 오디션을 진행하였다.
2020년 11월, 여섯 번째 정규 음반 Confetti 가 발매되었다.데뷔 순위는 2위로 끝났지만 발매한 지 3개월 후인 1월 9일 "Sweet Melody"가 발매한 지 3개월만에 UK 오피셜 차트 1위에 올라서 존재감을 다시 한번 입증했다. 2020년 12월, 멤버 제시 넬슨이 정신 건강 상의 이유로 팀 탈퇴 소식을 전했다. 2021 브릿 어워드 영국 그룹상을 수상했다. 11월 12일, 10주년 기념 음반 Between Us 가 발매되었고 그 해 12월, 그룹 활동 휴식을 선언했다.

## 구성원
| 이름   | 소개 |
| ------ | --- |
| 리앤   | - 본명 : 리앤 피노크 (Leigh-Anne Pinnock) - 생년월일 : 1991년 10월 4일(33세) - 출생지 : 잉글랜드 버킹엄셔주 하이위컴 - 활동 기간 : 2011년 8월 ~  |
| 제이드 | - 본명 : 제이드 설웰 (Jade Thirlwall) - 생년월일 : 1992년 12월 26일(32세) - 출생지 : 잉글랜드 타인 위어주 사우스실즈 - 활동 기간 : 2011년 8월 ~  |
| 페리   | - 본명 : 페리 에드워즈 (Perrie Edwards) - 생년월일 : 1993년 7월 10일(31세) - 출생지 : 잉글랜드 타인 위어주 사우스실즈 - 활동 기간 : 2011년 8월 ~ |

### 이전 구성원
| 이름 | 소개 |
| ---- | --- |
| 제시 | - 본명 : 제시 넬슨 (Jesy Nelson) - 생년월일 : 1991년 6월 14일(33세) - 출생지 : 잉글랜드 런던 롬퍼드 - 활동 기간 : 2011년 8월 ~ |

## 음반 목록

### 정규 음반
- DNA (2012)
- Salute (2013)
- Get Weird (2015)
- Glory Days (2016)
- LM5 (2018)
- Confetti (2020)